# Peperbus (Gent)

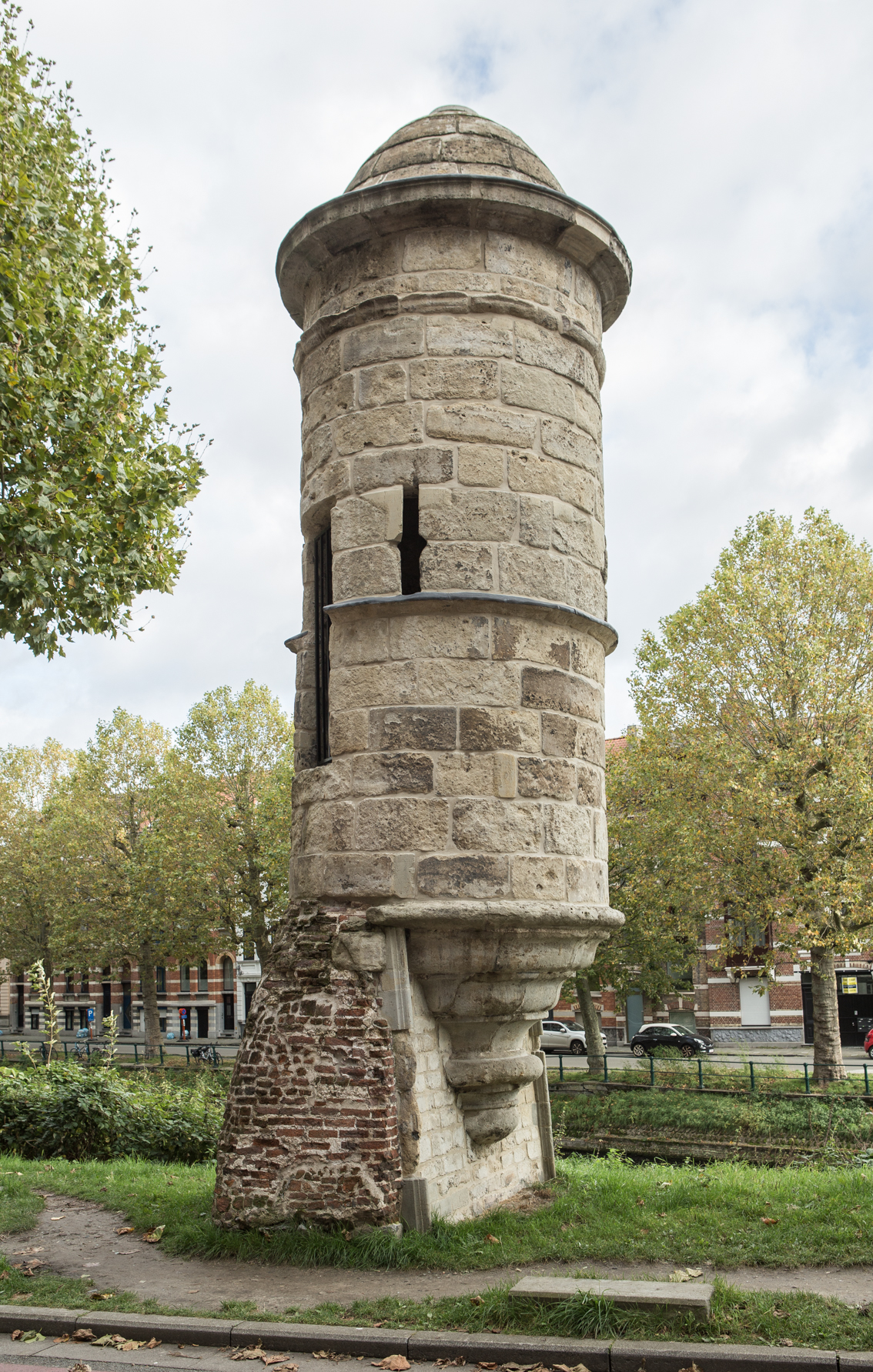
De Peperbus in Gent

De Peperbus is een restant van de voormalige stadsomwalling van de Vlaamse stad Gent. De kleine, monumentale wachttoren is van het type erkertoren of arkel en gelegen aan de Isabellakaai, op de oever van de Muinkschelde. De peperbus dankt zijn bijnaam aan zijn typische vorm en is een beschermd monument sinds 1987.
Het torentje stamt uit het midden van de zeventiende eeuw (1658 of 1659) en werd gebouwd in het kader van een reeks aanpassingen aan de vestingwerken van de stad. Zo werd er een muur gebouwd tussen Schelde en Leie, van de Heuvelpoort tot de Kortrijkse Poort. De Oostenrijkse Nederlanden gaven de gebastioneerde verdediging van de stad op en de functie van deze toren verdween. Met de aansluitende muur deed het enkel nog dienst als grens van het stedelijke tolgebied. De Peperbus is het enig overblijvende van twee torentjes aan het uiteinde van deze muur.
Het bouwwerk wordt inmiddels omringd door moderne bebouwing. In 2009 kwamen er berichten naar buiten over onenigheid tussen de Stad Gent en het Vlaams Gewest met betrekking tot de verantwoordelijkheid voor de toren en kosten van restauratie.
Net voor de Gentse Feesten van 2019 was de restauratie compleet. 